# Osturňa
Osturňa je obec na severu Slovenska v okrese Kežmarok v Prešovském kraji. Leží v Zamagurském regionu.

## Poloha a přírodní podmínky
Obec se nachází v severozápadní části pohoří Spišská Magura v nadmořské výšce od 600 do 900  m n. m. Zabírá úzkou dolinu, táhnoucí se východo-západním směrem, ohrazenou hradbou středně vysokých hor. V jižní části katastru dosahuje hřeben Magury kolem 1200 m n. m. Severní ohraničení katastru obce tvoří státní hranice s Polskou republikou, kde je nejbližší polskou obcí necelých 6 km vzdálená Łapszanka.
Katastr obce Osturňa patří do ochranného pásma Pieninského národního parku. V katastru obce leží dvě z jeho přírodních rezervací (Veľké jazero a Malé jazero) a jediná přírodní památka (Osturnianske jazero).
Středem obce protéká Osturňanský potok, který na svém toku přibírá několik přítoků (nejvýznamnějšími jsou potoky Podlapšianka a Krulovský potok ústící do Osturňanského potoka na území obce).
Samotná Osturňa patří k „nejdelším“ slovenskými obcím, neboť zastavěná část se vine v délce přes devět kilometrů.

## Historie
Osturňa byla založena podle pramenných materiálů v roce 1593 z iniciativy Juraje Horvátha, majitele nedeckého panství a dalších majetků. Vznikla lazovou kolonizací valašským obyvatelstvem, jejichž listiny z roku 1562 a 1567 nazývají Rutheni-Rusíni. Tím se osada stala nejzápadnější s rusínským osídlením. Údaje z Podkarpatské Rusi uvádějí, že první rusínští kolonisté přišli do Osturně z Lemkovštiny již v roce 1313.
Tato kolonizace souvisí s novým způsobem rozdělení pozemků (zárubků - lazu), kterých bylo tolik, kolik měla osada na začátku osadníků. Půda byla rozdělena na stejné díly, přičemž jeden měl rozlohu kolem 35 hektarů. Nacházely se rovnoběžně od jedné hranice katastru ke druhé. Každý osadník si mohl postavit dům pouze na svém pozemku. To byl začátek zdejšího řetězového osidlování. Při dědění se původní pozemky dělily znovu pouze podélně.
Soukromě hospodařící rolníci nebyli po druhé světové válce během socialistického období kolektivizováni, což přispělo k zachování tradičního obhospodařování krajiny a místnímu krajinnému rázu. Zvláštností obce Osturňa jsou tak zachovaná typická terasovitá políčka.
V důsledku přetrvávající migrace obyvatelstva za prací mimo Osturňu, a to ať už před nebo po druhé světové válce, došlo zde k úpadku zemědělské výroby. V omezeném rozsahu se zachovalo tradiční hospodaření na půdě, kterým se  zabývá převážně starší generace soukromě hospodařících rolníků. Ti ji využívají pro vlastní spotřebu a potřebu hospodářských zvířat.

## Popis obce
Osturňa byla nejlidnatější obcí Zamaguří. Měla délku téměř osm kilometrů a charakteristická byla svou řetězovou formou zástavby s atriovými hospodářskými usedlostmi. Převážná část zástavby je od roku 1979 prohlášena za památkovou rezervaci lidové architektury.

## Obyvatelstvo
Většina obyvatelstva (84,42 % v roce 2001) se hlásí k řeckokatolické církvi. Obyvatelé se věnují převážně zemědělství, zejména chovu ovcí.

## Architektura
Osturňa je jednou ze slovenských obcí, jejichž život probíhá v původní vesnické zástavbě. Řadí se tak mezi tak zvané živé skanzeny. Nejcharakterističtějším rysem obce je původní zástavba jednotlivých, od sebe nepravidelně vzdálených usedlostí a hospodářských dvorů. Budovy vyznačující se jednoduchostí architektonických forem lemují po obou stranách hlavní silnici procházející obcí.

Vzhled typické horalské usedlosti odpovídá charakteru prostředí, ve kterém se nachází. Základním stavebním materiálem je dřevo, ze kterého je postavena celá stavba, jakož i krov a sedlová střecha pokrytá šindelem. V přední části usedlosti stojí obytný dům, v zadní pak stodola, chlév a jiné hospodářské objekty. Ohraničení objektu směrem do ulice je často řešeno velkým zastřešeným vjezdem pokrytým šindelem. Domy jsou obvykle orientovány delší stranou rovnoběžnou s osou cesty.

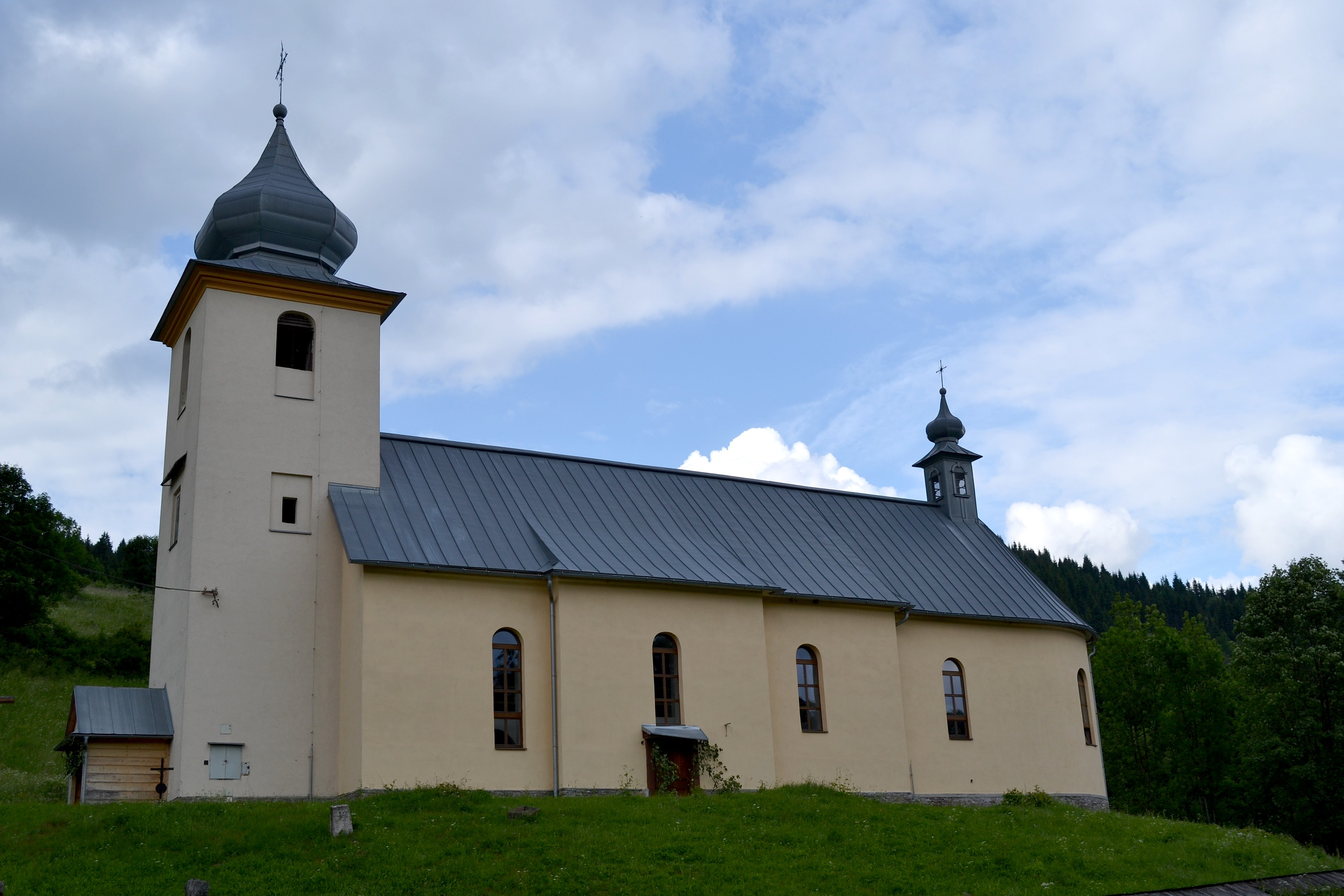
Chrám svatého Michala Archanděla

Osturňanský dům se sedlovou šindelovou střechou je srubové konstrukce. Bývá posazený na kamenné podezdívce, která vyrovnává terénní nerovnosti. Vstup do domu je obvykle řešen přes síň, odkud se vchází přímo do pokoje. Typickým znakem exteriéru domu jsou výrazné okenice a spárování natřené kontrastní barvou k základní barvě trámů (používala se převážně modrá barva), jakož i barevné a ornamentální zdobení řezaných části trámů.
Z několika původních horalských usedlostí bylo 157 zapsaných do seznamu památkově chráněných objektů a celá obec byla v roce 1979 prohlášena za památkovou rezervaci lidové architektury.

## Další pamětihodnosti obce
Kromě staveb lidové architektury, významnou pamětihodností je řeckokatolický pozdně barokní Chrám svatého Michala Archanděla z roku 1796, nacházející se téměř uprostřed obce. Jednolodní stavba s půlkruhovým presbytářem a představěnou hranolovitou věží zakončenou cibulovitou bání ve svém půdorysu a proporcích připomíná dispozice východoslovenských dřevěných cerkví. V první polovině 19. století prošel kostel úpravami. Část interiérového vybavení pochází z původní stavby. Areál chrámu se starým hřbitovem ohraničuje nízká kamenná zeď.
Dalšími historickými památkami jsou dřevěná kaple svatého Kříže z roku 1898 při hlavní obecní silnici a v katastru obce stojící zděná kaple Zesnutí přesvaté Bohorodičky.